# Ван Леувен, Хендрика Йоханна
Хендрика Йоханна ван Леувен (нидерл. Hendrika Johanna van Leeuwen, 3 июля 1887 — 26 февраля 1974) — нидерландский физик, внесшая вклад в теорию магнетизма.

## Биография
Училась в Лейденском университете под руководством Хендрика Антона Лоренца, получив докторскую степень в 1919 году. В диссертации «Проблемы электронной теории магнетизма» (Vraagstukken uit de elektronentheorie van het magnetisme) объяснила квантово-механическую суть явления магнетизма; основной результат получил название теоремы Бора — ван Лёвен (Нильс Бор пришёл к такому же выводу несколькими годами ранее).
Продолжала исследовать магнитные материалы в Делфтский технологический университет) в качестве ассистента с сентября 1920 года по апрель 1947 года и, с 1947 года до выхода на пенсию в 1952 году, в должности преподавателя теоретической и прикладной физики (нидерл. lector in de theoretische en toegepaste natuurkunde). Проводила эксперименты по изучению магнетизма и, среди прочего, создала новую модель уменьшения проницаемости в ферромагнитных металлах, опубликовав результаты в 1944 году в журнале Physica работе «Снижение проницаемости с увеличением частоты» (De vermindering der permeabiliteit bij toenemende frequentie).
В 1960 году переехала в дом престарелых для женщин «Дом Святого Христофора» в центре Делфта (ныне жилой комплекс), где прожила до последних дней в 1974 году.
Была свояченицей Гуннара Нордстрёма, который учился в Лейдене у Пауля Эренфеста. Её сестра Корнелия (Нел) также поступила в аспирантуру университета в Лейдене, где изучала физику под руководством Виллема Кисома, но не закончила обучение, поскольку вышла замуж за Нордстрёма и переехала с ним в Хельсинки.
11 декабря 1925 года ван Леувен присутствовала на праздновании годовщины получения Лоренцем докторской степени, где отметила его роль как учёного и учителя.